# Lijst van relationele databases
Dit is een lijst van relationele databasesystemen:
- Base
- Db2
- dBase
- DBEdit 2
- FileMaker
- Firebird
- FrontBase
- HyperSQL
- FoxPro
- Ingres
- MariaDB
- Microsoft Access
- Microsoft SQL Server
- MySQL
- Oracle
- Paradox
- PostgreSQL
- Progress
- SQLite

databasemanagementsysteem · databasemodel · databasenormalisatie · referentiële integriteit · relationele algebra · relationele database · relationeel model